# (6423) Harunasan
(6423) Harunasan  es un asteroide perteneciente al cinturón de asteroides, descubierto el 13 de febrero de 1994 por Takao Kobayashi desde el Observatorio de Ōizumi, en Japón.

## Designación y nombre
(6423) Harunasan se designó inicialmente como 1994 CP2.
Más adelante fue nombrado por otra de las "Tres Montañas Jomo", el monte Haruna, a 1449 m sobre el nivel del mar, situado en la parte central de la prefectura de Gunma. Incluye el Haruna Fuji (1327 m) y muchos otros picos, así como el lago Haruna.

## Características orbitales
(6423) Harunasan orbita a una distancia media del Sol de 2,996 ua, pudiendo acercarse hasta 2,402 ua y alejarse hasta 3,590 ua. Tiene una excentricidad de 0,198 y una inclinación orbital de 11,144° grados. Emplea en completar una órbita alrededor del Sol 1893,82 días.
Los próximos acercamientos a la órbita de Júpiter ocurrirán el 30 de agosto de 2051, el 28 de agosto de 2088 y el 15 de septiembre de 2134.

## Características físicas
Su magnitud absoluta es 12,65. Tiene 11,065 km de diámetro. Su albedo se estima en 0,173.